# Elise Harmon
Elise Frances Harmon (Mount Enterprise, 3 de septiembre de 1909 - Condado de Santa Clara, 6 de marzo de 1985) fue una física y química estadounidense. Influyente colaboradora en la miniaturización de las computadoras.

## Biografía

### Educación
Alrededor de 1927, Harmon se graduó de Marshall High School en Marshall, Texas. 
En 1931, Harmon obtuvo una Licenciatura en Ciencias en Química de la Universidad del Norte de Texas. En junio de 1930, cuando era estudiante, fue elegida presidenta de la WN Masters Chemical Society, una organización estudiantil a la que se unió como estudiante de primer año en 1927, patrocinada por Wallace Newton Masters (1864–1943), fundadora del Departamento de Química en 1910.
Harmon obtuvo una Maestría en Ciencias de la Universidad de Texas en Austin.

### Carrera
Harmon realizó trabajos de posgrado en la Universidad George Washington y la Universidad de Maryland.
Durante la Segunda Guerra Mundial, trabajó en la División de Aeronaves y Electricidad de Laboratorio de Investigación Naval los Estados Unidos. A principios de 1950, Harmon trabajó para la Oficina de Normas y la Oficina de Investigación Naval en Washington D. C. En 1953, se convirtió en ingeniera jefe de investigación de circuitos impresos para Aerovox Corporation, con sede en la Planta 2 en New Bedford, Massachusetts. En ese momento, tenía la responsabilidad de dirigir la investigación y el desarrollo, así como establecer procedimientos de planta para nuevos métodos de circuitos impresos y componentes de circuitos impresos. En la década de 1970, fue directora de las actividades de circuito impreso de Aerovox Corporation. Fue parte de la American Chemical Society, el Instituto de Ingenieros de Radio y la Academia de Ciencias de Texas. 
Una de las principales contribuciones de Harmon al campo fue el desarrollo de un método de estampado en caliente para crear circuitos impresos en los que los conductores de plata se infunden en materiales termoplásticos y termoendurecibles. Ella y Philip J. Franklin (nacida Philip Jacquins Franklin; 1909–1979) obtuvieron una patente en 1953 por este avance tecnológico. Harmon también investigó la acción de la grasa y los lubricantes en los rodamientos de alta velocidad y estableció los procedimientos de la planta piloto para un método completamente nuevo de circuitos impresos.

There are no barriers against a woman with capabilities getting into the scientific field ... Men succeed in hairdressing and cooking, don’t they? [No hay barreras contra una mujer con capacidades para entrar en el campo científico... Los hombres tienen éxito en peluquería y cocina, ¿no?]
Elise Harmon, 1953 

Harmon enseñó química, física y biología en el Distrito Escolar Independiente de Brownsville desde 1934 hasta 1937. Más tarde enseñó esas materias en Texas Junior College, la Universidad del Norte de Texas y la Universidad de Texas en Austin.

### Fallecimiento
Harmon murió el 6 de marzo de 1985 en el condado de Santa Clara, California, cuando era residente de Redwood City, California. Está enterrada en la Sección P, Bloque 35, Tumba 1 del Cementerio IOOF, Denton, Texas, junto a su madre, Geoffie Harmon (1887-1931), en la Tumba 2, y su hermano, Hamlett Stephen Harmon (1913-1997), en la tumba 3. Las tres tumbas fueron compradas en 1931 por su padre, George Herbert Harmon (1881-1957).

## Afiliaciones
- American Chemical Society - Harmon se convirtió en miembro en 1950.[15][21]
- Instituto de Ingenieros de Radio.[15]
- Academia de Ciencias de Texas.[15]

## Patentes
Poseía numerosas patentes, entre ellas, las siguientes: 
- (1953) US 2656570 A: "Matriz plástica para resistencias de impresión" (método de estampado en caliente para infundir conductores de plata en materiales polimerizados).[a]
- (1953) US 2844172 A: "Silk Screen Stretcher" (mecanismo para estirar la tela para obtener una tensión uniforme).[b]
- Máquina de impresión por inyección para resistores de película.
- Rendimiento mejorado de las escobillas de carbón a gran altitud, lo que permite a los aviones estadounidenses mantener la superioridad durante la Segunda Guerra Mundial.

## Premios
- (1956) Harmon recibió el Premio al Logro de la Sociedad de Mujeres Ingenieras por su especialidad en circuitos impresos.[22]
- (1968) Harmon recibió el Premio del Presidente del IPC, en honor a aquellos que hicieron las contribuciones más significativas a los programas del IPC durante el mandato de cada presidente saliente del IPC.[23]

## Obras publicadas seleccionadas
- Interconnection of Integrated Circuit Flat Packs in Autonetics Improved Minuteman Program [Interconexión de paquetes planos de circuitos integrados en el programa Minuteman mejorado de Autonetics], por Elise F. Harmon, IEEE Transactions on Component Parts (journal), vol. 11, núm. 2 (1964), págs. 135-144; ISSN 0097-6601, OCLC 4653138666
- Fabrication of Multilayer Boards at Autonetics for Minuteman II Program, [Fabricación de tableros multicapa en Autonetics para el programa Minuteman II], por Elise F. Harmon, Anaheim, California: North American Aviation/Autonetics (1965); OCLC 258395160 Presentado en el Seminario Multilayer, patrocinado por Milton S. Kiver Publications, Inc. (Milton Sol Kiver; 1918–2005), y Electronic Packaging and Production (revista), Nueva York, Nueva York, 22-25 de marzo de 1965.
- Method of Making a Photosensitive Solder Maskant [Método de fabricación de una máscara de soldadura fotosensible], Departamento de la Fuerza Aérea de los Estados Unidos, Centro de Información Técnica de Defensa , Fort Belvoir, 21 de diciembre de 1973; OCLC 227239303 y 831431571
- Sliding Contacts at High Altitudes, Experimental System for Carbon Brush Investigations [Contactos deslizantes a gran altura, sistema experimental para investigaciones de escobillas de carbón], PB129176 (número de la Junta de Publicaciones de Estados Unidos), Por E.F. Harmon, E-3176 (número de informe formal de NRL), septiembre de 1947 (fecha del informe)
- Bibliografía de informes formales de NRL no clasificados Números 1000 a 5700, Archivado el 24 de septiembre de 2015 en Wayback Machine. Laboratorio de Investigación Naval de Estados Unidos, julio de 1962, pág. 52; OCLC 15697667, 831978265 y 227304660

### Patentes
Gaceta Oficial de la Oficina de Patentes de los Estados Unidos:
1. 1 2  Gazette,  Vol. 675, October 1953, pg. 922. Elise F. Harmon & Philip J. Franklin, Assignors to the U.S.A. as represented por the Secretary of the Army. "Plastic matrix for printing resistors US 2656570 A, presentada el 15 de noviembre de 1951, serial no. 256.584, concedida el 27 de octubre de 1953.
2. ↑   Gazette, julio de 1958. Elise F. Harmon, Assignors to the U.S.A. as represented por the Secretary of the Army. "Silk Screen Stretcher", US 2844172 A, presentata el 13 de noviembre de 1953, serial no. 392.066, concedida el 22 de julio de 1958.